# 펄 S. 벅
펄 사이든스트리커 벅(영어: Pearl Sydenstricker Buck, 중국어: 賽珍珠 싸이전주[*], 문화어: 펄 바크, 1892년 6월 26일 ∼ 1973년 3월 6일)은 미국의 소설가이다. 《대지의 집》 3부작을 썼다. 대한민국을 방문하였을 때 스스로 박진주(朴眞珠)라는 한국어 이름도 지었다.

## 학력
- 1910년 ~ 1914년: 랜돌프-메이컨 여자대학교 학사
- 1923년 ~ 1925년: 코넬 대학교 석사

## 생애
웨스트버지니아에서 태어나 생후 수개월 만에 미국 장로교 선교사인 부모를 따라 중국에서 어린 시절을 보냈다. 선교 관련 활동에만 열중한 아버지 때문에 집안일은 어머니가 도맡아야 했지만, 부모의 중국 선교활동은 펄벅이 자신을 중국 사람으로 생각했었을 정도로 중국에 대한 애착을 갖게 하였다. 벅은 1910년 대학교를 다니기 위해 미국으로 갔다가 1914년 랜돌프-매콘 여자대학교를 학사 학위하고 중국으로 돌아갔다.
1917년, 뒤에 중국 농업 연구의 세계적 권위자가 된 존 로싱 벅(John Lossing Buck)과 결혼하였고 이때 성이 "벅"이 되었다. 그들은 두 딸을 두었는데, 장녀는 지적장애인이었다. 자서전에서 펄 벅은 장녀가 자신을 작가로 만든 동기 중 하나라고 밝혔다. (이 딸은 《대지》에서 왕룽의 딸로 그려져 있다). 결혼 후 남경 금릉대학에서 영문을 10년 동안 가르쳤고, 그 뒤 동남대학에서 3년간 영문학을 가르쳤다.
국민당의 북벌이 발발한 1927년 당시, 국민혁명군의 난징 공격때 온 가족이 몰살당할 뻔했던 위기를 체험, 피치 못할 균열을 깊이 자각한 일도 그로 하여금 창작활동을 시작하게 한 동기였다. 이 균열은 작품의 바닥에 숨겨진 테마로 흐르고 있다. 그는 이 균열을, 자기가 미국인이라는 입장에 서서 제2의 조국 중국에 대한 애착을 통해 평생을 두고 어떻게 해서라도 메워 보려고 애썼다.
1972년에는 닉슨 대통령의 역사적 중국방문에 동행하려다 중국의 비자거부로 비통 속에서 이듬해 별세했다.

## 작품 활동 시작
1930년 중국에서 동·서양 문명의 갈등을 다룬 장편 첫 작품 《동풍 서풍》을 출판하였는데, 출판사의 예상을 뒤엎고 1년이 채 안 되어 3번이나 다시 인쇄해야 할 정도로 인기가 대단하였다.
이어 빈농으로부터 입신하여 대지주가 되는 왕룽을 중심으로 왕룽의 아내 오란과 세 명의 아들들의 역사를 그린 장편 《대지》(1931년)를 출판하여 작가로서의 명성을 남겼다. 대지는 왕룽이 죽은후 세 아들이 지주, 상인, 군벌로 각자의 삶을 개척하는 모습을 묘사한 《아들들》(1933년), 《분열된 집》(1933년)과 함께 3부작 《대지의 집》을 구성한다.
1934년 이후로 그의 저서들을 출판해 온 J.데이 출판사의 사장 R.J.월시와 재혼, 미국에 정착하였다. 1938년에는 미국의 여성 작가로서는 처음으로 노벨 문학상을 수상하였다.
제2차 세계 대전 후에도 평화를 위한 집필을 계속하였다. 그는 사회사업에도 지대한 관심을 보였다. 펄 벅 재단을 설립하여 전쟁 중 미군으로 인해 아시아 여러 국가에서 태어난 사생아 입양 알선사업을 벌이기도 했다.
한국을 몇 차례 방문하여 한국 관련 소설도 집필하였는데, 한국 농촌을 배경으로 쓴 《갈대는 바람에 시달려도》는 1881년부터 제2차 세계 대전 말까지의 한국 상류 가정의 변천을 묘사하고 있다. 한국의 혼혈아를 소재로 한 소설 《새해》(1968년)를 쓰기도 했다. 그 밖의 작품으로는 무명의 어머니를 통해서 영원한 모성상을 그린, 아버지의 전기인 《싸우는 천사들》, 어머니의 전기인 등이 있다.

## 한국과의 인연
펄 벅이 처음으로 한국과의 인연을 맺게 된 때는 제2차 세계 대전으로 미국의 OSS에 중국 담당으로 들어온 때부터로 알려져 있다. 당시 한국 전문으로 오게 된 유한양행의 창업자이기도 한 유일한과 중국에 관한 이야기를 나누면서 한국에 대한 호감을 가진 것으로 보인다. 유일한의 아내가 중국계 미국인인 호미리였으며, 유일한도 숙주나물 통조림 제조회사인 라초이 식품회사를 운영하면서 중국의 녹두장사와 거래한 경력이 있었기 때문이었다. 나중에 펄 벅은 자신의 작품 중 하나에서 주인공의 이름을 김일한으로 하는데, 이는 유일한과의 인연을 중요히 생각한 것으로 보인다.
다만 1910년대 남경 금릉대학에서 영문학을 가르칠 때의 제자로 여운형, 엄항섭 등이 있으므로, 그 전부터 한국에 관심을 가졌으리라 여겨지고 있다.
이렇듯 한국과의 많은 인연을 토대로 한국에 대한 많은 이해를 가지고 있었는데, 여기에 관한 케네디 대통령과의 일화가 있다. 케네디 대통령은 노벨상 수상자들을 대상으로 백악관에서 만찬을 벌였었는데, 펄 벅 앞에서 주한미군 이야기를 하면서, "주한미군에 너무나도 막대한 세금이 들어가고 있으며, 따라서 옛날처럼 일본이 한국을 지배통치 했으면 좋겠다"는 생각을 입으로 말했다. 그러자 펄 벅은 "그것은 마치 미국이 옛날 영국의 식민지로 돌아가자는 말과 같은 말"이라면서 응수했다는 말이 전해져 내려오고 있다.

### 한국펄벅재단
1964년에 사회복지법인 한국펄벅재단이 설립되었고 1968년에는 한국 혼혈아를 소재로 《새해 The New Year》이 출간되었다.

### 부천펄벅기념관
펄벅 여사는 1967년 부천시 심곡동에 <소사희망원( Sosa opportunity Center)>을 건립하여 1973년 삶을 마감하기까지 그곳에서 한국전쟁 고아, 혼혈아동을 손수 돌보고 미용과 양장기술 등을 교육시켰다. 소사희망원은 1975년 문을 닫았다.
부천시는 펄벅의 박애정신을 기리기 위해 2006년 9월 30일 옛 소사희망원 자리에 부천펄벅기념관을 설립했다. 부천시가 2019년부터 부천문화원에 위탁하여 운영하고 있다.

### 한국을 배경으로 한 소설 3편
- <한국에서 온 두 처녀>(1951),
- <살아있는 갈대>(1963), 1900년의 대한민국을 배경으로 한 장편소설로 경향신문을 통해 1963년 9월 10일부터 연재되었다.
- <새해>(1968))

### 명예시민증
1968년 3월에는 서울시로부터 명예시민증을 받기도 했다.

## 주요 작품
- 《동풍 서풍》
- 《아들들》 (1933년)
- 《분열된 집》 (1933년)
- 《갈대는 바람에 시달려도》(1963년)
- 《새해》(1968년)
- 《어머니》 (1934년)
- 《싸우는 천사들》 (1936년) - 아버지의 전기
- 《어머니의 초상》 (1936년)
- 《애국자》 (1939년)
- 《서태후》 (1956년),
- 《나의 가지가지 세계》(1954년) - 자서전
- 《대지》(1931년)

## 같이 보기
- 기독교 여성주의
- 여자 노벨상 수상자 목록